# I'll Be Home for Christmas
"I'll Be Home for Christmas" é uma famosa canção natalina escrita por Kim Gannon e composta por Walter Kent, sendo gravada originalmente por Bing Crosby, em 1943, com quem a canção chegou ao top 10 nos Estados Unidos. Originalmente escrita para homenagear os soldados americanos que serviam no exterior durante o período natalino, "I'll Be Home for Christmas" se tornou uma conhecida música de natal pelas décadas seguintes. Essa canção foi regravada por vários artistas de renome, como Perry Como (1946), Frank Sinatra (1957), Elvis Presley (1957), Johnny Mathis (1958), Connie Francis (1959), The Carpenters (1977), Michael Buble (2011), Kelly Clarkson (2011), entre outros.